# Nuno Mendes (piłkarz)
Nuno Alexandre Tavares Mendes (ur. 19 czerwca 2002 w Sintrze) – portugalski piłkarz, występujący na pozycji obrońcy we francuskim klubie Paris Saint-Germain oraz w reprezentacji Portugalii. Uczestnik Mistrzostw Świata 2022, Mistrzostw Europy 2020 oraz 2024.

## Sukcesy
Reprezentacja Portugalii
• Liga Narodów 2024/2025

### Paris Saint-Germain
- Mistrzostwo Francji: 2021/2022, 2022/2023, 2023/2024
- Superpuchar Francji: 2022/2023, 2023/2024
- Puchar Francji: 2023/2024

### Indywidualne
- Młody Zawodnik roku Ligue 1: 2023
- Zawodnik finału Ligi Narodów UEFA 2024/2025